# Szobainas
A szobainas speciális ruhaállvány, amely alkalmas egy személy teljes ruházatának gyűrődés veszélyétől mentes tárolására. Szállodaszobák gyakori berendezési tárgya.

## A szó eredete
A szó az inasra utal, azaz olyan személyre, aki különösen a szobák tisztán tartására, rendezésére felügyel.
A kifejezést tehát eredetileg személyre alkalmazták, onnan került át a tárgyra.

## Képgaléria

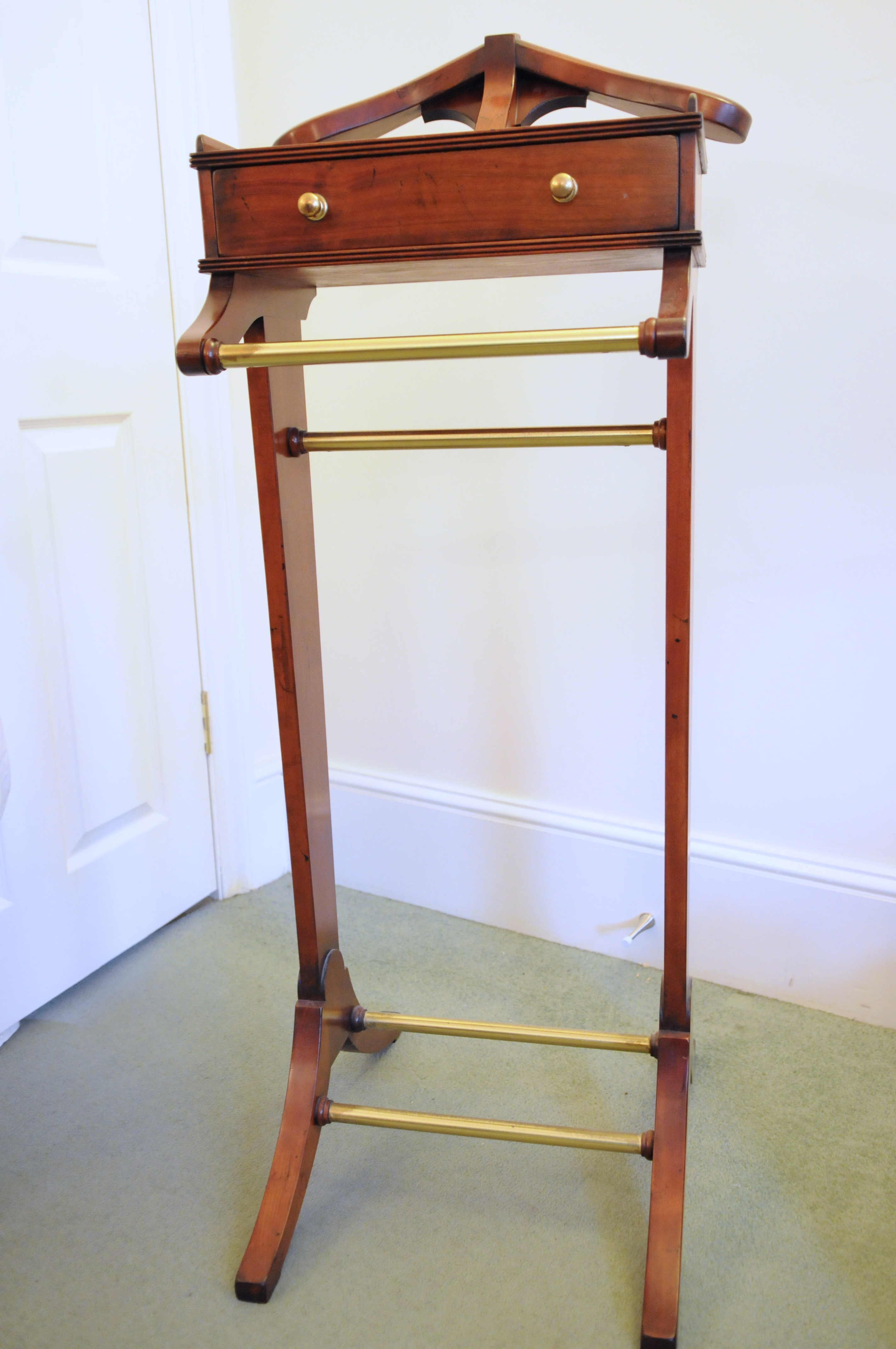
Tölrgyfa szobainas férfiruházatnak
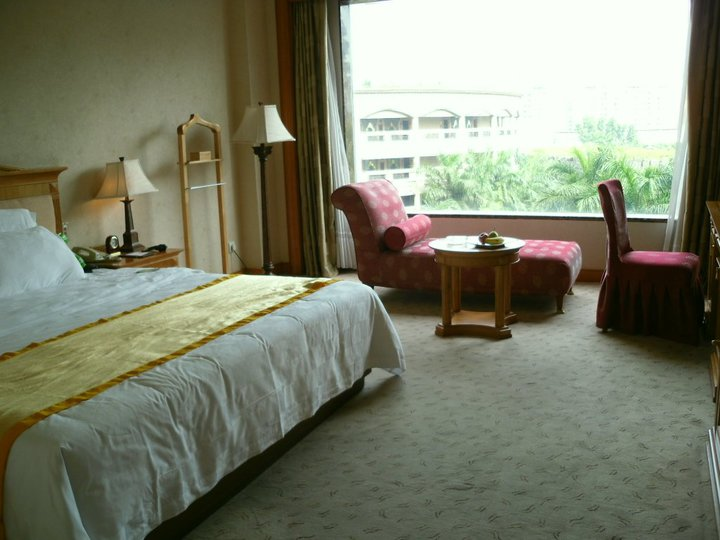
Szállodai szobainas
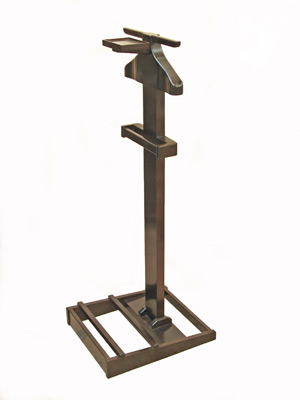
Üres szobainas